# Harald Østberg Amundsen
Harald Østberg Amundsen (18 september 1998) is een Noorse langlaufer. Zijn tweelingzus Hedda Østberg Amundsen is eveneens actief als langlaufster.

## Carrière
Bij zijn wereldbekerdebuut, in december 2018 in Beitostølen, scoorde Amundsen direct zijn eerste wereldbekerpunt. In januari 2021 behaalde de Noor in Falun zijn eerste toptienklassering in een wereldbekerwedstrijd. Op de wereldkampioenschappen langlaufen 2021 in Oberstdorf veroverde hij de bronzen medaille op de 15 kilometer vrije stijl.

## Resultaten

### Wereldkampioenschappen
| Jaar | Plaats     | Resultaten        |
| ---- | ---------- | ----------------- |
| 2021 | Oberstdorf | 15 km vrije stijl |

### Wereldbeker
| Legenda | Legenda            |
| ------- | ------------------ |
| TdS     | Tour de Ski        |
| NO      | Nordic Opening     |
| LT      | Lillehammer Triple |
| RT      | Ruka Triple        |
| WBF     | Wereldbekerfinale  |
| STC     | Ski Tour Canada    |
| ST      | Ski Tour           |

Eindklasseringen
| Seizoen   | Algm | DI   | SP | TdS |
| --------- | ---- | ---- | -- | --- |
| 2018/2019 | 145e | 100e | –  | –   |
| 2019/2020 | 128e | 83e  | –  | –   |
| 2020/2021 | 65e  | 41e  | –  | –   |

Wereldbekerzeges individueel
| Nr. | Datum           | Plaats      | Onderdeel         |
| --- | --------------- | ----------- | ----------------- |
| 1.  | 27 januari 2023 | Les Rousses | 10 km vrije stijl |

### Overige resultaten
| Nr.         | Datum        | Plaats      | Wedstrijd            | Onderdeel                      |
| 3e plaatsen | 3e plaatsen  | 3e plaatsen | 3e plaatsen          | 3e plaatsen                    |
| ----------- | ------------ | ----------- | -------------------- | ------------------------------ |
| 1.          | 9 april 2022 | Hafjell     | Red Bull Janteloppet | 20 km vrije stijl (massastart) |